# La Marche de Radetzky (roman)
Pour les articles homonymes, voir La Marche de Radetzky.
La Marche de Radetzky (Radetzkymarsch) est un roman de l'écrivain autrichien Joseph Roth publié en 1932. Empreint de nostalgie, ce roman dresse un tableau « critique, voire, par moments, satirique » de l'Autriche-Hongrie. L'auteur poursuit son récit de la famille Trotta dans le roman La Crypte des capucins publié en 1938.
Le critique littéraire allemand Marcel Reich-Ranicki sélectionna le roman pour son édition des romans germanophones les plus importants en 2003.

## Résumé
La Marche de Radetzky relate l'histoire de la famille Trotta sur trois générations. On y suit l'élévation d'une petite famille de soldats et bureaucrates de l'Autriche-Hongrie, de l'apogée de l'empire à son déclin annoncé par la Première Guerre mondiale. Joseph Roth y met en scène un personnage historique, l'empereur François-Joseph, personnage récurrent du roman. Le jeune empereur, bien intentionné mais maladroit, manque de se faire tuer lors de la bataille de Solférino en 1859. Le jeune lieutenant Trotta pousse le souverain à terre et reçoit à sa place une balle dans l'épaule. Trotta n'est que blessé. L'empereur le retrouve, l'anoblit en Trotta von Sipolje (du nom de son village), le nomme capitaine et le récompense du titre de chevalier puis, plus tard, de celui de baron Trotta et de l'Empire. Roth montre avec ironie comment cet évènement glorieux conduit à une certaine perte d'identité de la famille. Trotta est subitement considéré par ses proches, y compris par son propre père, comme appartenant à une classe supérieure. Même si le nouveau baron Trotta fait peu de cas de son nouveau statut, son entourage le perçoit différemment. S'ensuit l'obligation morale de rejoindre une classe sociale où il ne se sentira jamais à son aise.
Dépité de lire dans un manuel scolaire sa propre histoire travestie, racontant un sauvetage héroïque de l'empereur par un officier de cavalerie alors qu'il combattait dans l'infanterie, Trotta tente la démarche impensable de rencontrer François-Joseph pour lui demander de corriger le texte. Eu égard à sa loyauté, le monarque accorde un entretien à son ancien sauveur. Il remarque effectivement que la vérité est plutôt prosaïque, à la suite de quoi l'histoire disparaît des manuels. 
Pèse sur les deux générations suivantes des Trotta le poids du glorieux aïeul. Le baron Trotta, désillusionné se dresse lui-même contre l'ambition de son fils à vouloir devenir un soldat au lieu de rejoindre la bureaucratie. N'ayant aucune idée des raisons qui poussent son père à décourager ses ambitions militaires, le second baron Trotta envoie son propre fils dans une académie militaire. Le petit-fils du premier baron, sa carrière déterminée par la légende de son ancêtre, est encouragé à intégrer la cavalerie.
L'essentiel du roman suit la brève carrière du jeune officier Charles-Joseph von Trotta, "le petit-fils du héros de Solférino", médiocre soldat qui voit autour de lui se désagréger le monde anachronique et nostalgique de la monarchie austro-hongroise.
L'empereur n'apprendra jamais que ses tentatives de récompense ont d'amères conséquences.
Un cousin des Trotta apparaît dans son dernier roman, La Crypte des capucins (1938), désespéré de voir le drapeau à croix gammée flotter sur Vienne.

## Titre
Le titre du roman reprend celui de la Marche de Radetzky composée en 1848 par Johann Strauss I. Cette marche, symbole de la grandeur des Habsbourg et de l'Autriche-Hongrie, est liée par de nombreux points à la narration.

## Sources secondaires
- La marche de Radetzky de Joseph Roth : essai d'interprétation, de Luc Spielmann. Editions du CNRS, 1990[3].
- Poétique du lointain et du proche dans La Marche de Radetzky de Joseph Roth, de Marie-Odile Thirouin, dans Romans de la fin d'un monde Presses universitaires de Rouen et du Havre, 2015 [4].
- The miraculous thing about this frontier: Interrogating Empire and Nation from the Margins in Joseph Roth’s The Radetzky March and Natsume Sōseki’s Kokoro, de Jason Yan, 2015[5].
- The Radetzky March: elegy for an empire, 2015[6].
- Edith Wharton’s The Age of Innocence and Joseph Roth’s The Radetzky March- A Case for Comparison, Nir Evron. A talk given at the 2019 ALA annual conference in Boston[7].

## Éditions

### Éditions allemandes
- Radetzkymarsch, Berlin: Gustav Kiepenheuer Verlag, 1932
- Radetzkymarsch, éd. avec commentaire et épilogue: Werner Bellmann, Stuttgart: Reclam, 2010 (540 pages).

### Éditions françaises
- La Marche de Radetzky, traduit par Blanche Gidon, Paris: Plon et Nourrit, 1934
- La Marche de Radetzky, traduit par Blanche Gidon, revue par Alain Huriot, présentation par Stéphane Pesnel et traduction de l'avant-propos de 1932 par Stéphane Pesnel. Paris: éditions du Seuil, mai 2013

## Adaptations

### À la télévision
- 1965 : Radetzkymarsch, téléfilm austro-germanique de Michael Kehlmann, avec Helmut Lohner et Leopold Rudolf
- 1995 : La Marche de Radetzky, série télévisée franco-allemande réalisée par Gernot Roll et Axel Corti